# Gouverneur d'Australie-Occidentale
Le gouverneur d'Australie-Occidentale (en anglais : Governor of Western Australia) est le représentant en Australie-Occidentale du souverain britannique, monarque d'Australie depuis 1832.

## Fonctions
Le gouverneur détient les mêmes fonctions constitutionnelles et cérémonielles au niveau de l'État que le gouverneur général d'Australie au niveau fédéral. Il nomme les ministres et les magistrats de l'État.
Selon les conventions du système de Westminster, le gouverneur agit seulement selon les avis du chef du gouvernement, le Premier ministre d'Australie-Occidentale. Néanmoins, le gouverneur dispose des pouvoirs de réserves de la Couronne et a le droit de démettre le Premier ministre.
Le gouverneur détient aussi le pouvoir de proroger ou de dissoudre l'Assemblée législative et le Conseil législatif. 

## Histoire
La fonction est créée en 1832 à l'époque où l'Australie-Occidentale est une colonie de la Couronne. En 1901, elle est maintenue quand la colonie devient un État du Commonwealth d'Australie.

## Liste des gouverneurs d'Australie-Occidentale

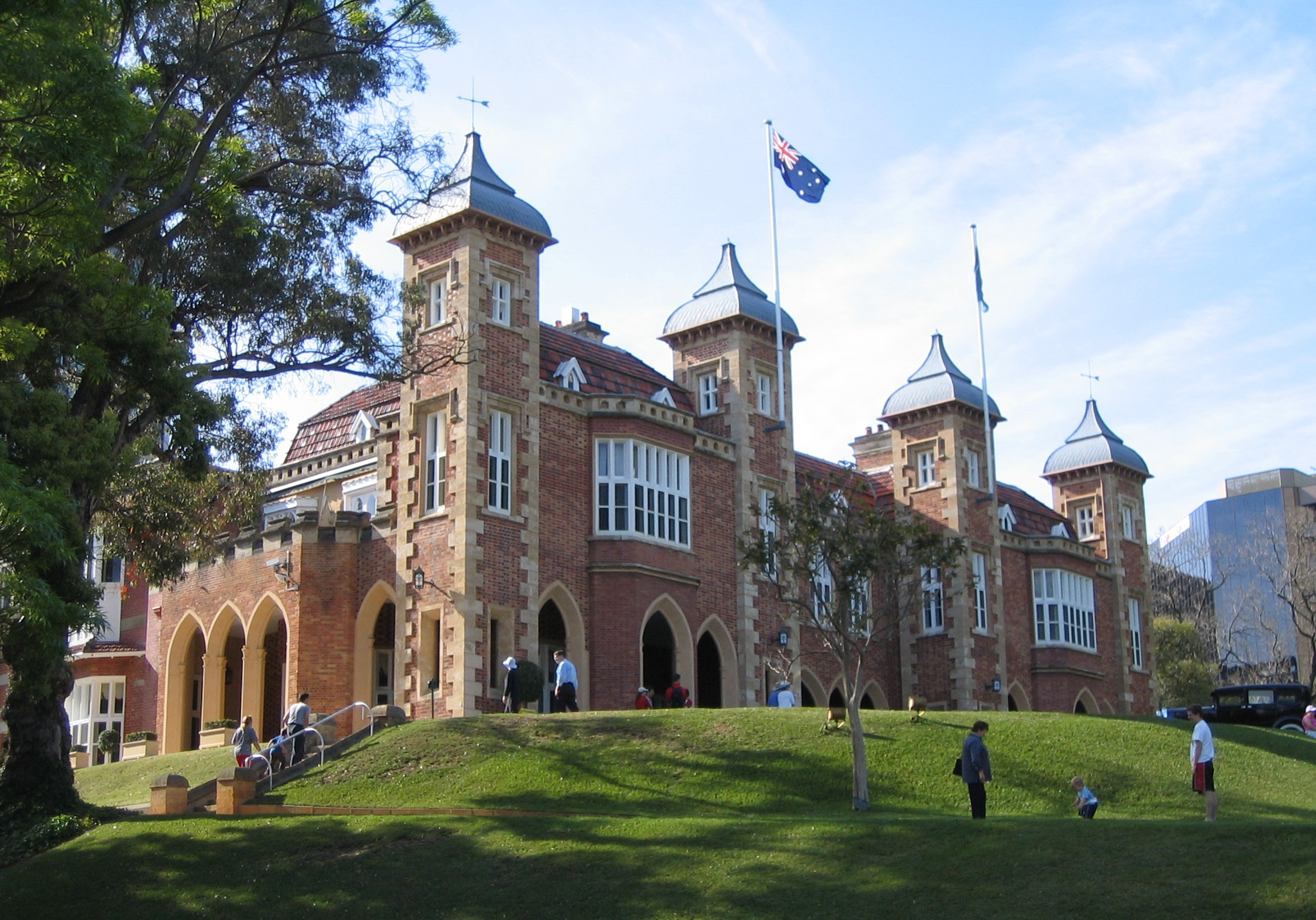
La résidence du gouverneur.

### Gouverneur-adjoint d'Australie-Occidentale (colonie de la Couronne)
- Capitaine James Stirling, 1828-1832

### Gouverneurs d'Australie-Occidentale (colonie de la Couronne)
- Capitaine James Stirling, 1832-1839
- John Hutt, 1839-1846
- Lieutenant-Colonel Andrew Clarke, 1846-1847
- Lieutenant-Colonel Frederick Irwin, 1847-1848
- Capitaine Charles Fitzgerald, 1848-1855
- Sir Arthur Kennedy, 1855-1862
- John Hampton, 1862-1868
- Sir Benjamin Pine, 1868–1869 (nommé mais ne prit jamais ses fonctions)
- Sir Frederick Weld, 1869-1875
- Sir William Robinson, 1875-1877
- Général de division Sir Harry Ord, 1878-1880
- Sir William Robinson, 1880-1883
- Sir Frederick Broome, 1883-1889

### Gouverneurs d'Australie-Occidentale (colonie autogérée)
- Sir William Robinson, 1890-1895
- Lieutenant-Colonel Sir Gerard Smith, 1895-1900

### Gouverneurs d'Australie-Occidentale (État australien)
- Capitaine Sir Arthur Lawley, 1901-1902
- Amiral Sir Frederick Bedford, 1903-1909
- Sir Gerald Strickland, 1909-1913
- Général de division Sir Harry Barron, 1913-1917
- Sir William Ellison-Macartney, 1917-1920
- Sir Francis Newdegate, 1920-1924
- Colonel Sir William Campion, 1924-1931

(Le poste de gouverneur ne fut pas occupé de 1931 à 1948. Sir James Mitchell occupa les postes de gouverneur-adjoint et d'administrateur de 1933 à 1948.)
- Sir James Mitchell, 1948-1951
- Général de corps d'armée Sir Charles Gairdner, 1951-1963
- Général de division Sir Douglas Kendrew, 1963-1973
- Général de brigade aérienne Sir Hughie Edwards, 1974-1975
- Général d'armée aérienne Sir Wallace Kyle, 1975-1980
- Contre-amiral Sir Richard Trowbridge, 1980-1983
- Gordon Reid, 1983-1989
- Sir Francis Burt, 1990-1993
- Général de division Michael Jeffery, 1993-2000
- Général de division John Sanderson, 2000-2005
- Dr Ken Michael, 2005-2011
- Malcolm McCusker, 2011-2014
- Kerry Sanderson, depuis 2014